# Мегистотерий
Мегистотерий (лат. Megistotherium osteothlastes) — вид гигантских вымерших млекопитающих из семейства Hyainailouridae отряда Hyaenodonta. Жил во времена миоцена (23,03—11,63 млн лет назад). Единственный вид в роде мегистотериев (Megistotherium). Считается одним из наиболее крупных когда-либо существовавших сухопутных млекопитающих-хищников. Возможно, это младший синоним Hyainailouros sulzeri.
Родовое название Megistotherium образовано от др.-греч. μέγιστος θηρίον, буквально — «величайший зверь», видовое osteothlastes — от ὀστεοθλάστης — «раздавливающий кости».
Окаменелые остатки Megistotherium osteothlastes найдены в Восточной и Северо-Восточной Африке (в формациях Нгорара и Муруйур, Кения, Ливия, Уганда, Египет).

## Описание
Описан Робертом Сэвиджем (англ. R. J. G. Savage) в 1973 году. Находки окаменелостей скелета мегистотерия очень скудны. Предположительно имел большую голову, удлинённое приземистое туловище и короткие мощные лапы. Есть предположения (на основании фрагмента нижней челюсти DPC 6611 — огромной особи из Египта), что длина тела с головой составляла около 4 м, длина хвоста предположительно 1,6 м, высота в холке до 1,8 м.
Наиболее полная и хорошо изученная находка окаменелостей мегистотерия — череп M 26173 (голотип, череп из Ливии) без нижней челюсти 66,4 см кондилобазальной длины, 47,1 см ширины в скулах, обнаруженный в Ливии. Находки фрагментов челюсти и зубов из Пакистана и Египта на 20—30 % больше ливийских, что предполагает размер черепов около 80—90 см длины и 55—60 см в ширину. Вес мегистотерия оценивается в 880—1400 кг.